# Conversazioni con Dio
Conversazioni con Dio (Conversations with God) è un film del 2006 diretto da Stephen Deutsch.
Il film narra la vita di Neale Donald Walsch, scrittore New Age, autore dell'omonima serie di libri Conversazioni con Dio.

## Trama
Neale Donald Walsch, un cinquantenne divorziato, si frattura il collo in un incidente d'auto, perde il lavoro e viene sfrattato non potendo più pagare l'affitto. Non volendo disturbare la quiete in cui vivono la sua ex moglie e i figli, va a vivere in tenda in un'area da campeggio popolata da senzatetto, riducendosi talvolta a mangiare i rifiuti buttati nei cassonetti. La sua vita ha una fase di ripresa quando trova lavoro in una radio privata, ma la radio presto fallisce, così Neale si ritrova di nuovo sull'orlo della miseria, per giunta respinto da una giovane di cui si era innamorato. Nella solitudine Neale inizia però a sentire una voce che lo conforta, dunque scrive una serie di quaderni sulle sue "conversazioni con Dio". L'opera suscita l'interesse di un editore che la pubblica, così Neale diventa uno scrittore di successo e un riferimento spirituale per i suoi lettori.